# 柳比沙·盖奥尔吉埃夫斯基
柳比沙·盖奥尔吉埃夫斯基（Ljubiša Georgievski，1937年—），马其顿共和国政治家、电影制作人，现任议长。
盖奥尔吉埃夫斯基毕业于贝尔格莱德戏剧广播影视学院，后曾执导过多部电影和戏剧。1994年曾代表马其顿内部革命组织民族统一民主党竞选马其顿总统，以失败告终。后曾任驻保加利亚大使，2006年7月当选议长。